# Roland Desch

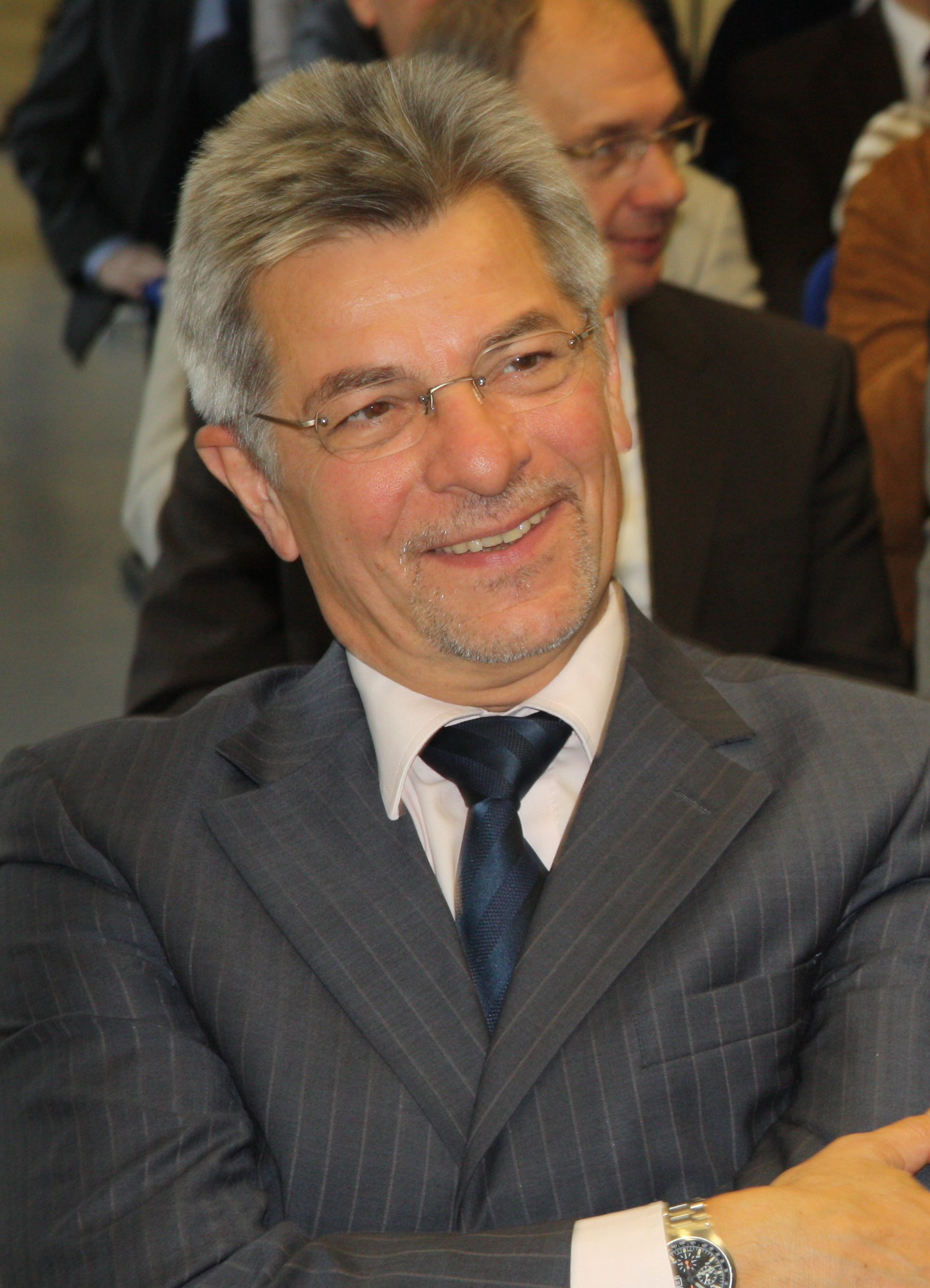
Roland Desch 2011

Roland Desch (* 12. Februar 1953 in Frankfurt am Main) war Präsident des Landesamtes für Verfassungsschutz in Hessen.

## Leben
Er trat 1971 als Seiteneinsteiger in den polizeilichen Kriminaldienst ein. Bis 1973 absolvierte er die Ausbildung als freier Bewerber in der Kriminalabteilung des Polizeipräsidiums Frankfurt am Main. Daraufhin war er zwei Jahre Sachbearbeiter bei der Kriminalabteilung und machte die zweite Fachprüfung. In dieser Zeit wurde er ebenfalls zum Kriminalkommissar ernannt. Die nächsten acht Jahre verbrachte er als  Sachbearbeiter beim K 11 beim Polizeipräsidium Frankfurt am Main. Es folgten zusätzlich die dritte Fachprüfung sowie die Ernennung zum Kriminalrat. Von 1983 bis 1986 war Desch Hauptsachgebietsleiter und stellvertretender Abteilungsleiter der Abt. II in Hessischen Landeskriminalamt. Daraufhin fungierte er die nächsten zwei Jahre als Inspektionsleiter K 60 beim Polizeipräsidium Frankfurt am Main sowie weitere sechs Jahre als Inspektionsleiter K 10 beim Polizeipräsidium Frankfurt am Main. Von 1994 bis 1998 war er als Dozent für Kriminalistik und Kriminologie bei der Polizei-Führungsakademie in Münster-Hiltrup tätig. Danach arbeitete er als Leiter Abteilungsstab Einsatz beim Polizeipräsidium Darmstadt sowie ein Jahr als Leiter Abteilungsstab Einsatz beim Polizeipräsidium Südhessen. Bis zum  Jahre 2002 war das tägliche Tragen einer Fliege sein Markenzeichen. Von 2002 bis 2004 fungierte Desch als Referent im Referat LPP 1-Einsatz. Für die nächsten vier Jahre wurde er schließlich zum Polizeivizepräsident des Polizeipräsidiums Südhessen ernannt. Zudem hatte er von Januar bis Mai 2006 die kommissarische Leitung des Referats LPP 1 inne.
Seit März 2008 ist Roland Desch Vizepräsident des Hessischen Landeskriminalamtes und hat sich dort vor allem mit Aufgabenstellungen im Bereich der politisch motivierten Kriminalität befasst. Er war maßgeblich an der Entwicklung des Konzeptes FUBIS – Früherkennung und Bekämpfung des islamistischen Extremismus/Terrorismus beteiligt und begleitete wesentlich die Ermittlungsverfahren rund um die so genannte Sauerland-Gruppe. Er verfügt über große Erfahrung im Zusammenhang mit den aktuellen Phänomenen des Rechtsextremismus und im Bereich der politisch motivierten Kriminalität im Zusammenhang  mit dem Ausbau des Flughafens Frankfurt. Vom 21. Juni 2010 bis 8. Februar 2015 war Desch auch Präsident des Landesamtes für Verfassungsschutz in Hessen. Mit Wirkung zum 9. Februar 2015 wurde Desch vom hessischen Innenminister Peter Beuth in den einstweiligen Ruhestand versetzt. Als sein Nachfolger wurde Robert Schäfer in das Amt berufen.
Roland Desch betätigt sich seither als Darmstädter Bürger in der Kommunalpolitik, er wurde zum stellvertretenden CDU-Kreisvorsitzenden gewählt, ist seit Frühjahr 2016 Mitglied und ab September 2017 Fraktionsvorsitzender der CDU im Stadtparlament Darmstadt. Desch ist Aufsichtsratsvorsitzender der kommunalen Darmstädter Wohnungsbaugesellschaft Bauverein AG. Er ist verheiratet und hat ein Kind.